# Ortominasragrita
L'ortominasragrita és un mineral de la classe dels sulfats, que pertany al grup de la minasragrita.

## Classificació
Segons la classificació de Nickel-Strunz, la minasragrita pertany a «07.DB: Sulfats (selenats, etc.) amb anions addicionals, amb H₂O, amb cations de mida mitjana només; octaedres aïllats i unitats finites» juntament amb els següents minerals: aubertita, magnesioaubertita, svyazhinita, khademita, jurbanita, rostita, ortominasragrita, anortominasragrita, bobjonesita, amarantita, hohmannita, metahohmannita, aluminocopiapita, calciocopiapita, copiapita, cuprocopiapita, ferricopiapita, magnesiocopiapita i zincocopiapita.

## Característiques
L'ortominasragrita és un sulfat de fórmula química (V4+O)(SO₄)·5H₂O. Cristal·litza en el sistema ortoròmbic. La seva duresa a l'escala de Mohs és 1.

## Formació i jaciments
Es forma com a mineral secundari en dipòsits d'urani-vanadi en sediments. En la localitat tips va ser descrita en un arbre silicificat associat a sofre natiu i pirita. S'ha descrit només als Estats Units, a Colorado i a Utah, a prop de la seva localitat tipus.